# Caratê nos Jogos Pan-Americanos de 2007 - Até 53 kg feminino
A categoria até 53 kg foi a mais leve para as mulheres em disputa nas competições do caratê nos Jogos Pan-Americanos de 2007, no Rio de Janeiro. A modalidade foi realizada no Complexo Esportivo Miécimo da Silva no dia 26 de julho com 8 caratecas.

## Medalhistas
| Ouro   | GUA Cheili González                    |
| Prata  | BRA Valéria Kumizaki                   |
| Bronze | CAN Jennifer Guillette CHI Jessy Reyes |

## Resultados
As oito caratecas participantes são divididas em dois grupos de quatro cada, onde todas enfrentam todas dentro dos grupos. As duas caratecas com o maior número de pontos (vitória vale dois pontos, empate um e derrota zero) avançam para as semifinais lutando em cruzamento olímpico (primeiro de um grupo contra o segundo do outro). As vencedoras decidem a medalha de ouro na grande final.

### Primeira fase
| Grupo 1            | CON           | CAN | CHI | VEN | PER |
| Jennifer Guillette | CAN Canadá    | —   | E   | E   | V-D |
| Jessy Reyes        | CHI Chile     | E   | —   | E   | E   |
| Lisbeth Castro     | VEN Venezuela | E   | E   | —   | E   |
| Gladys Eusebio     | PER Peru      | D-V | E   | E   | —   |

| Pos. | L | V | E | D | Pts |
| ---- | - | - | - | - | --- |
| 1    | 3 | 1 | 2 | 0 | 4   |
| 2    | 3 | 0 | 3 | 0 | 3   |
| 3    | 3 | 0 | 3 | 0 | 3   |
| 4    | 3 | 0 | 2 | 1 | 2   |

| Grupo 2          | CON             | BRA | GUA | MEX | ESA |
| Valéria Kumizaki | BRA Brasil      | —   | V-D | V-D | V-D |
| Cheili González  | GUA Guatemala   | D-V | —   | V-D | V-D |
| Martha Embriz    | MEX México      | D-V | D-V | —   | V-D |
| Verónica Carcamo | ESA El Salvador | D-V | D-V | D-V | —   |

| Pos. | L | V | E | D | Pts |
| ---- | - | - | - | - | --- |
| 1    | 3 | 3 | 0 | 0 | 6   |
| 2    | 3 | 2 | 0 | 1 | 4   |
| 3    | 3 | 1 | 0 | 2 | 2   |
| 4    | 3 | 0 | 0 | 3 | 0   |

### Classificação 5º-8º lugar
|  | Classificação 5º-8º lugar | Classificação 5º-8º lugar |   |                      | 5º lugar           | 5º lugar |  |
|  |                           |                           |   |                      |                    |          |  |
|  |                           |                           |   |                      |                    |          |  |
|  | VEN Lisbeth Castro        | w.o.                      |   |                      |                    |          |  |
|  | ESA Verónica Carcamo      | -                         |   |                      |                    |          |  |
|  |                           |                           |   |                      |                    |          |  |
|  |                           |                           |   |                      |                    |          |  |
|  |                           |                           |   |                      | VEN Lisbeth Castro | 0        |  |
|  |                           | PER Gladys Eusebio        | 2 |                      |                    |          |  |
|  |                           |                           |   |                      |                    |          |  |
|  |                           |                           |   |                      |                    |          |  |
|  |                           |                           |   |                      | 7º lugar           |          |  |
|  |                           |                           |   |                      |                    |          |  |
|  | PER Gladys Eusebio        | w.o.                      |   | ESA Verónica Carcamo | -                  |          |  |
|  | MEX Martha Embriz         | -                         |   |                      | MEX Martha Embriz  | w.o.     |  |

### Semifinal e Final
|  | Semifinal              | Semifinal            |   |  | Final               | Final |  |
|  |                        |                      |   |  |                     |       |  |
|  |                        |                      |   |  |                     |       |  |
|  | CAN Jennifer Guillette | -                    |   |  |                     |       |  |
|  | GUA Cheili González    | RSC                  |   |  |                     |       |  |
|  |                        |                      |   |  |                     |       |  |
|  |                        |                      |   |  |                     |       |  |
|  |                        |                      |   |  | GUA Cheili González | 3     |  |
|  |                        | BRA Valéria Kumizaki | 1 |  |                     |       |  |
|  |                        |                      |   |  |                     |       |  |
|  |                        |                      |   |  |                     |       |  |
|  |                        |                      |   |  |                     |       |  |
|  |                        |                      |   |  |                     |       |  |
|  | CHI Jessy Reyes        | 1                    |   |  |                     |       |  |
|  | BRA Valéria Kumizaki   | 4                    |   |  |                     |       |  |

## Classificação final
| Pos.              | Atleta                 |
| ----------------- | ---------------------- |
| Medalha de ouro   | GUA Cheili González    |
| Medalha de prata  | BRA Valéria Kumizaki   |
| Medalha de bronze | CAN Jennifer Guillette |
| Medalha de bronze | CHI Jessy Reyes        |
| 5                 | PER Gladys Eusebio     |
| 6                 | VEN Lisbeth Castro     |
| 7                 | MEX Martha Embriz      |
| 8                 | ESA Verónica Carcamo   |